# Boerke van Balkum
Het Boerke van Balkum is een beeld van een boer in de Nederlandse plaats Berlicum. Het standbeeld staat symbool voor het agrarische leven in Berlicum. Het beeld is gemaakt door de Nederlandse beeldhouwster Willy van der Putt. Het is een bronzen beeld op een betonnen sokkel. Het Boerke van Balkum is een geschenk van de winkeliers en de inwoners van Berlicum aan de Berlicumse gemeenschap. Op 2 oktober 1996 is het standbeeld onthuld. Het beeld staat op het Mercuriusplein, in het centrum van Berlicum.
Balkum is de lokale benaming voor Berlicum.